# Rally di Catalogna 2012

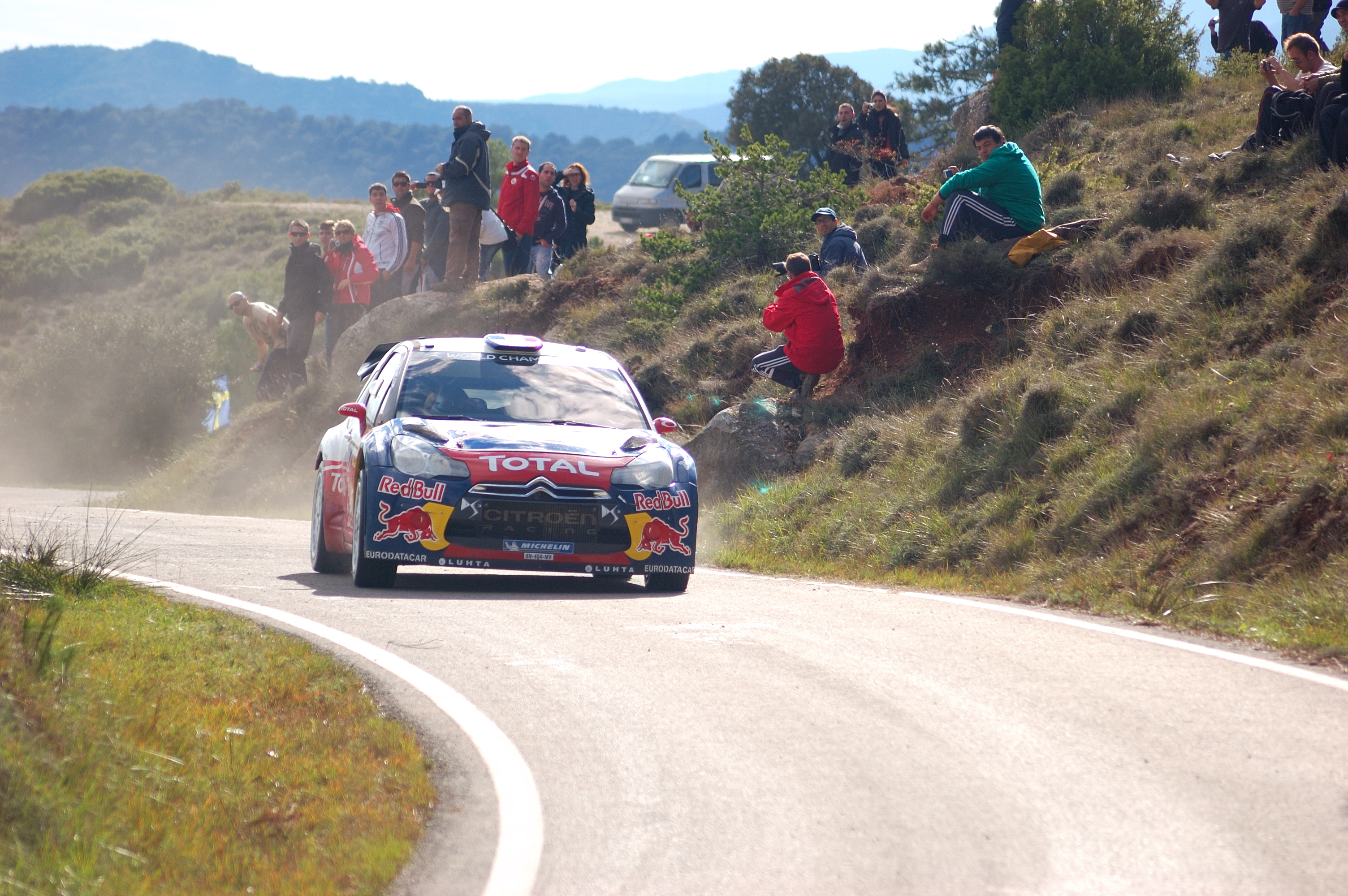
La Citroën di Sébastien Loeb in una fase della corsa

Il Rally di Catalogna 2012, formalmente 47° Rally RACC Catalunya - Costa Daurada e denotato come RACC Rally de España, è stato il tredicesimo ed ultimo rally del campionato del mondo rally 2011. Le prove si sono svolte dal 9 all'11 novembre, e la città di partenza è stata Salou, in Catalogna. Il rally è stato anche la tappa finale del campionato mondiale rally Super 2000, del campionato mondiale rally produzione e del WRC Academy.
Il pilota Citroën Sébastien Loeb si è aggiudicato questa edizione del rally per soli sette secondi sul finlandese Jari-Matti Latvala; al terzo posto si è classificato Mikko Hirvonen.
Nel SWRC Craig Breen ha vinto con oltre due minuti di vantaggio su Per-Gunnar Andersson e dodici minuti e mezzo su Yazeed Al-Rajhi.
Nel mondiale produzione si è classificato al primo posto il messicano Benito Guerra mentre Marcos Ligato è arrivato sul secondo gradino del podio precedendo Subhan Aksa.
Infine nel WRC Academy il pilota di casa José Antonio Suárez ha vinto la competizione davanti a Pontus Tideman e al britannico Elfyn Evans.

## Risultati

### Classifica
| Pos         | Pilota               | Co-pilota           | Auto                       | Tempo     | Distacco | Punti    |
| Generale    | Generale             | Generale            | Generale                   | Generale  | Generale | Generale |
| ----------- | -------------------- | ------------------- | -------------------------- | --------- | -------- | -------- |
| 1.          | Sébastien Loeb       | Daniel Elena        | Citroën DS3 WRC            | 4:14:29.1 | 0.0      | 26       |
| 2.          | Jari-Matti Latvala   | Miikka Anttila      | Ford Fiesta RS WRC         | 4:14:36.1 | 7.0      | 21       |
| 3.          | Mikko Hirvonen       | Jarmo Lehtinen      | Citroën DS3 WRC            | 4:16:15.9 | 1:46.8   | 15       |
| 4.          | Mads Østberg         | Jonas Andersson     | Ford Fiesta RS WRC         | 4:16:25.5 | 1:56.4   | 12       |
| 5.          | Jarkko Nikara        | Jarkko Kalliolepo   | Mini John Cooper Works WRC | 4:30:37.0 | 16:07.9  | 10       |
| 6.          | Craig Breen          | Paul Nagle          | Ford Fiesta S2000          | 4:32:39.5 | 18:10.4  | 8        |
| 7.          | Chris Atkinson       | Glenn MacNeall      | Mini John Cooper Works WRC | 4:33:43.8 | 19:14.7  | 6        |
| 8.          | Per-Gunnar Andersson | Emil Axelsson       | Proton Satria Neo S2000    | 4:34:45.2 | 20:16.1  | 4        |
| 9.          | Dani Sordo           | Carlos del Barrio   | Mini John Cooper Works WRC | 4:40:09.7 | 25:40.6  | 4        |
| 10.         | Evgeny Novikov       | Ilka Minor          | Ford Fiesta RS WRC         | 4:40:15.7 | 25:46.6  | 1        |
| SWRC        |                      |                     |                            |           |          |          |
| 1. (6.)     | Craig Breen          | Paul Nagle          | Ford Fiesta S2000          | 4:32:39.5 | 0.0      | 25       |
| 2. (8.)     | Per-Gunnar Andersson | Emil Axelsson       | Proton Satria Neo S2000    | 4:34:45.2 | 2:05.7   | 18       |
| 3. (15.)    | Yazeed Al-Rajhi      | Michael Orr         | Ford Fiesta RRC            | 4:45:13.6 | 12:34.1  | 15       |
| 4. (17.)    | Alastair Fisher      | Daniel Barritt      | Proton Satria Neo S2000    | 4:46:08.8 | 13:29.3  | 12       |
| 5. (20.)    | Hayden Paddon        | John Kennard        | Škoda Fabia S2000          | 4:51:06.6 | 18:27.1  | 10       |
| PWRC        |                      |                     |                            |           |          |          |
| 1. (18.)    | Benito Guerra        | Borja Rozada        | Mitsubishi Lancer Evo X    | 4:47:54.5 | 0.0      | 25       |
| 2. (22.)    | Marcos Ligato        | Rubén García        | Subaru Impreza WRX STi     | 4:53:30.8 | 5:36.3   | 18       |
| 3. (25.)    | Subhan Aksa          | Bill Hayes          | Mitsubishi Lancer Evo X    | 4:57:10.2 | 9:15.7   | 15       |
| 4. (27.)    | Valeriy Gorban       | Andriy Nikolaev     | Mitsubishi Lancer Evo IX   | 4:58:40.4 | 10:45.9  | 12       |
| 5. (29.)    | Lorenzo Bertelli     | Lorenzo Granai      | Subaru Impreza WRX STi     | 5:00:04.7 | 12:10.2  | 10       |
| 6. (31.)    | Michał Kościuszko    | Maciej Szczepaniak  | Mitsubishi Lancer Evo X    | 5:06:00.9 | 18:06.4  | 8        |
| 7. (33.)    | Yeray Lemes          | Rogelio Peñate      | Mitsubishi Lancer Evo X    | 5:08:28.9 | 20:34.4  | 6        |
| 8. (35.)    | Ricardo Triviño      | Àlex Haro           | Subaru Impreza WRX STi     | 5:10:38.1 | 22:43.6  | 4        |
| 9. (36.)    | Nicolás Fuchs        | Fernando Mussano    | Subaru Impreza WRX STi     | 5:11:14.5 | 23:20.0  | 2        |
| 10. (38.)   | Gianluca Linari      | Andrea Cecchi       | Subaru Impreza WRX STi     | 5:16:04.4 | 28:09.9  | 1        |
| WRC Academy |                      |                     |                            |           |          |          |
| 1.          | José Antonio Suárez  | Cándido Carrera     | Ford Fiesta R2             | 3:46:51.3 | 0.0      | 26       |
| 2.          | Pontus Tidemand      | Stig Rune Skjærmoen | Ford Fiesta R2             | 3:48:11.0 | 1:19.7   | 25       |
| 3.          | Elfyn Evans          | Philip Pugh         | Ford Fiesta R2             | 3:50:13.6 | 3:22.3   | 18       |
| 4.          | John MacCrone        | Stuart Loudon       | Ford Fiesta R2             | 3:55:32.8 | 8:41.5   | 14       |
| 5.          | Timo van der Marel   | Erwin Berkhof       | Ford Fiesta R2             | 3:58:15.7 | 11:24.4  | 10       |
| 6.          | Brendan Reeves       | Rhianon Smyth       | Ford Fiesta R2             | 4:00:13.6 | 13:22.3  | 8        |
| 7.          | Aron Domzala         | Kacper Pietrusinski | Ford Fiesta R2             | 4:12:29.4 | 25:38.1  | —        |

### Prove speciali
| Giorno                   | Prova | Ora   | Nome                         | Lunghezza | Vincitore              | Tempo   | V. media    | Leader del rally   |
| ------------------------ | ----- | ----- | ---------------------------- | --------- | ---------------------- | ------- | ----------- | ------------------ |
| Frazione 1 (9 novembre)  | PS1   | 7:45  | Gandesa                      | 7.00 km   | Jari-Matti Latvala     | 4:40.5  | 89.84 km/h  | Jari-Matti Latvala |
| Frazione 1 (9 novembre)  | PS2   | 8:10  | Pesells 1                    | 26.59 km  | Ott Tänak Mads Østberg | 15:54.5 | 100.29 km/h | Ott Tänak          |
| Frazione 1 (9 novembre)  | PS3   | 9:19  | Terra Alta 1                 | 44.02 km  | Sébastien Loeb         | 30:37.3 | 86.25 km/h  | Mads Østberg       |
| Frazione 1 (9 novembre)  | PS4   | 13:35 | Pesells 2                    | 26.59 km  | Evgeny Novikov         | 16:03.9 | 99.31 km/h  | Mads Østberg       |
| Frazione 1 (9 novembre)  | PS5   | 14:44 | Terra Alta 2                 | 44.02 km  | Sébastien Loeb         | 31:19.0 | 84.34 km/h  | Mads Østberg       |
| Frazione 1 (9 novembre)  | PS6   | 17:00 | Salou                        | 2.00 km   | Mikko Hirvonen         | 2:35.7  | 46.24 km/h  | Mads Østberg       |
| Frazione 2 (10 novembre) | PS7   | 8:00  | La Mussara 1                 | 20.48 km  | Jari-Matti Latvala     | 11:31.4 | 106.64 km/h | Mads Østberg       |
| Frazione 2 (10 novembre) | PS8   | 9:15  | El Priorat 1                 | 45.97 km  | Sébastien Loeb         | 26:20.0 | 104.74 km/h | Sébastien Loeb     |
| Frazione 2 (10 novembre) | PS9   | 10:26 | Riba-roja d'Ebre 1           | 14.20 km  | Sébastien Loeb         | 9:19.1  | 91.43 km/h  | Sébastien Loeb     |
| Frazione 2 (10 novembre) | PS10  | 13:51 | La Mussara 2                 | 20.48 km  | Dani Sordo             | 11:23.2 | 107.92 km/h | Sébastien Loeb     |
| Frazione 2 (10 novembre) | PS11  | 15:06 | El Priorat 2                 | 45.97 km  | Dani Sordo             | 25:52.7 | 106.58 km/h | Sébastien Loeb     |
| Frazione 2 (10 novembre) | PS12  | 16:17 | Riba-roja d'Ebre 2           | 14.20 km  | Ott Tänak              | 9:32.0  | 89.37 km/h  | Sébastien Loeb     |
| Frazione 3 (11 novembre) | PS13  | 7:50  | Riudecanyes 1                | 16.35 km  | Dani Sordo             | 10:33.9 | 92.85 km/h  | Sébastien Loeb     |
| Frazione 3 (11 novembre) | PS14  | 8:51  | Santa Marina 1               | 26.51 km  | Dani Sordo             | 15:42.7 | 101.24 km/h | Sébastien Loeb     |
| Frazione 3 (11 novembre) | PS15  | 9:47  | La Serra d'Almos 1           | 4.11 km   | Dani Sordo             | 2:37.1  | 94.18 km/h  | Sébastien Loeb     |
| Frazione 3 (11 novembre) | PS16  | 11:52 | Riudecanyes 2                | 16.35 km  | Jari-Matti Latvala     | 10:30.7 | 93.32 km/h  | Sébastien Loeb     |
| Frazione 3 (11 novembre) | PS17  | 12:53 | Santa Marina 2 (Power stage) | 26.51 km  | Jari-Matti Latvala     | 15:43.5 | 101.15 km/h | Sébastien Loeb     |
| Frazione 3 (11 novembre) | PS18  | 13:49 | La Serra d'Almos 2           | 4.11 km   | Dani Sordo             | 2:38.3  | 93.47 km/h  | Sébastien Loeb     |

### Power stage
La "Power Stage" è stata la penultima prova speciale del rally, della lunghezza di 26.51 chilometri chiamata Santa Marina.
I punti extra sono stati assegnati ai tre piloti più veloci della speciale.
| Pos | No. | Pilota             | Co-pilota         | Auto                       | Classe | Tempo   | Distacco | V. media    | Punti |
| --- | --- | ------------------ | ----------------- | -------------------------- | ------ | ------- | -------- | ----------- | ----- |
| 1.  | 3   | Jari-Matti Latvala | Miikka Anttila    | Ford Fiesta RS WRC         | WRC    | 15:43.5 | 0.0      | 101.15 km/h | 3     |
| 2.  | 37  | Dani Sordo         | Carlos del Barrio | Mini John Cooper Works WRC | WRC    | 15:45.9 | 2.4      | 100.89 km/h | 2     |
| 3.  | 1   | Sébastien Loeb     | Daniel Elena      | Citroën DS3 WRC            | WRC    | 15:54.2 | 10.7     | 100.02 km/h | 1     |